# London (Schiff, 1656)

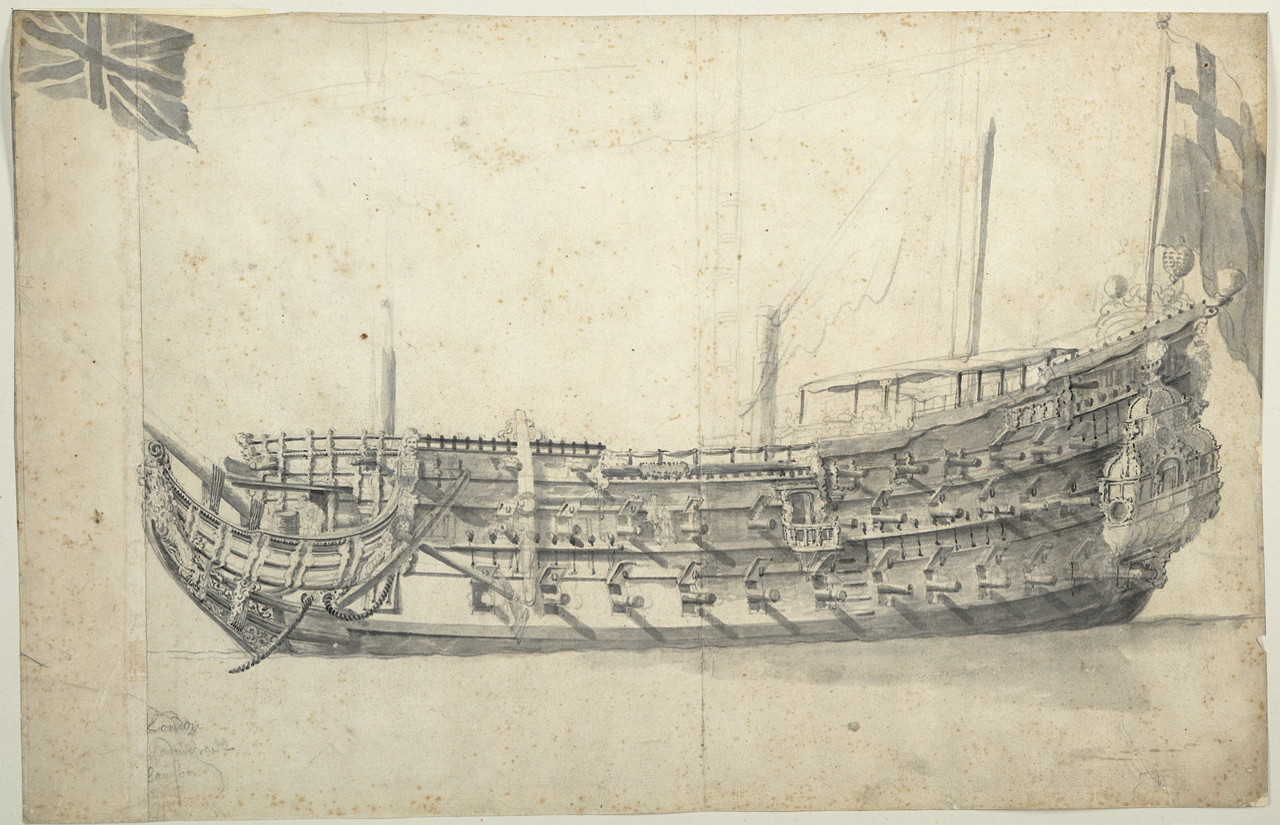
Zeichnung der Marinemaler Willem van de Velde der Ältere oder des Willem van de Velde dem Jüngeren von der London. Möglicherweise 1660 erstellt, aus Anlass der Überfahrt des neuen englischen Königs Karl II. zur Thronbesteigung von den Niederlanden nach England. Die Beschriftung auf dem Blatt „London vis admerael lauson“ verweist genau darauf.

Die London war ein Dreidecker mit 64 Geschützen der Royal Navy. Sie ging am 8. März 1665 durch Explosion im Mündungsdelta der Themse verloren. Nachdem das Wrack 2008 gefunden wurde, wurde es unmittelbar unter Schutz gestellt. Trotzdem wurden drei Geschütze illegal nach den USA verkauft. Der Bergungsverantwortliche wurde zu zwei Jahren Haft und einer Strafe von 35.000 ₤ verurteilt.

## Das Schiff
Nach dem Bau der Naseby 1655 wurden zwei etwas kleinere Dreidecker beauftragt. Die Dunbar (ab 1660 Henry) baute Manley Callis in Deptford und die London baute Captain John Taylor in Chatham. Ursprünglich für 64 Geschütze konzipiert, wurde die Dunbar soweit umgebaut, dass auch 80 Geschütze positioniert werden konnten. Dafür wurde bei beiden Schiffen auf eine Back verzichtet. Die London hatte 1660 aber noch 64 Geschütze an Bord.

## Vom Stapellauf bis zum Untergang

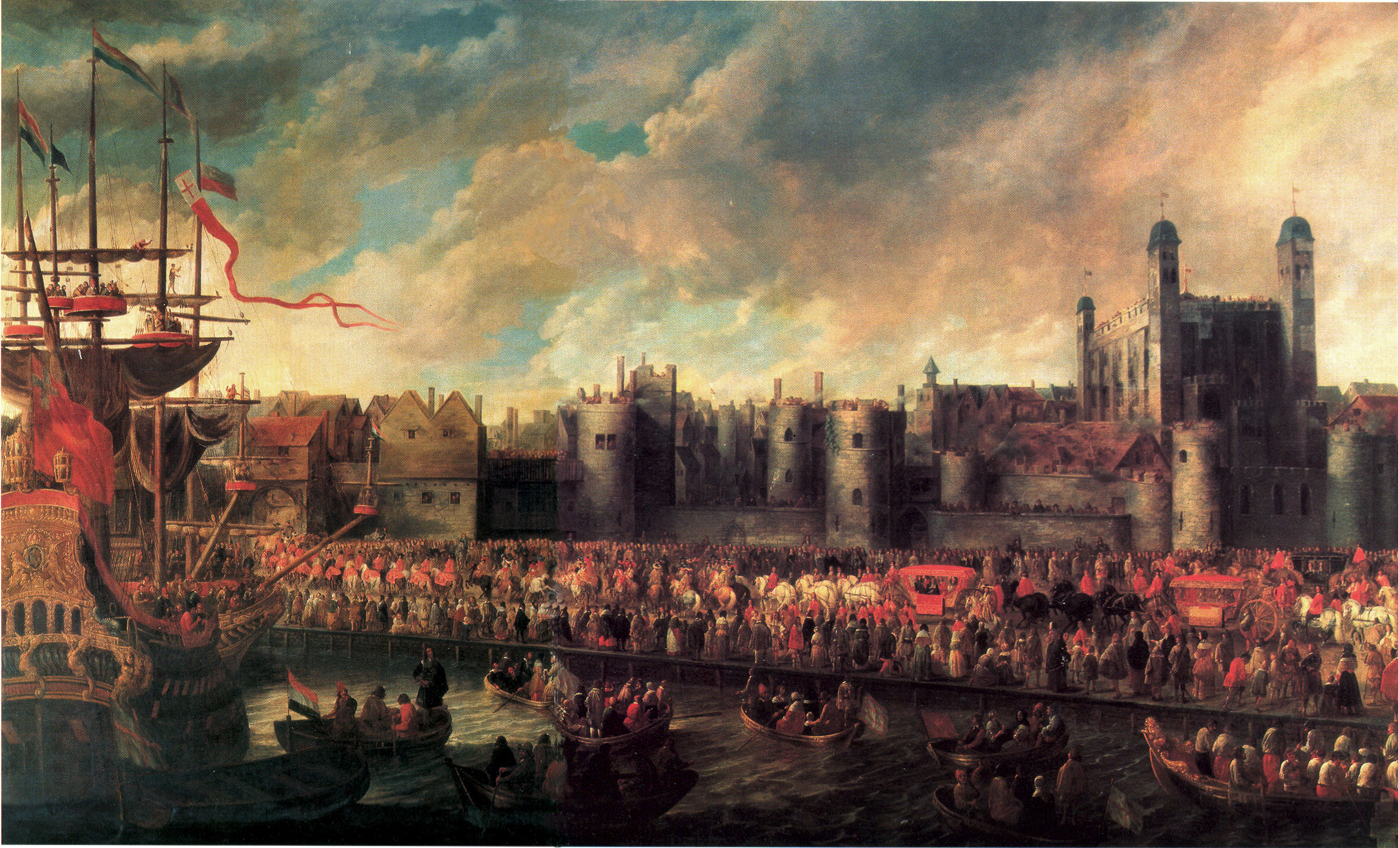
Ein zeitgenössisches Bild mit naiver Darstellung des Empfangs in London 1660.

Der erste bekannte Einsatz war die Interessenvertretung der englischen Krone in der Ostsee während des Zweiten Nordischen Krieges. Nachdem Dänemark die Niederlande um Hilfe bat und die Niederlande ihre Handelsinteressen in der Ostsee durch die Schweden bedroht sahen, griffen sie in diesen Krieg aktiv ein. In der Seeschlacht im Öresund beendete die niederländische Flotte die schwedische Blockade der dänischen Hauptstadt. Durch den Sieg der Niederländer sahen sich aber die Engländer benachteiligt, zumal man sich gerade einen Seekrieg geliefert hatte und durchaus noch Misstrauen herrschte. Deshalb sandte das Commonwealth eine Flotte zur Beobachtung in die Ostsee. Dazu gehörte auch die London unter Konteradmiral Richard Stayner mit 64 Geschützen und etwa 400 Mann Besatzung. Es gab aber keine Gefechtseinsätze und mit dem Tod Cromwells berief man die Flotte zurück.
Der nächste bekannte Einsatz war die Überführung des exilierten Königs von den Niederlanden zurück nach England. Nach der Neuberufung eines königstreuen englischen Parlamentes wurde Karl II. die Krone angetragen. Deshalb holte ihn ein Geschwader der englischen Flotte im Mai 1660 von Scheveningen ab. Die London hatte bei dieser Überfahrt den späteren König Jakob II. an Bord. Er war der jüngere Bruder von Karl II. und während des Zweiten und Dritten Seekrieges gegen die Niederlande Oberbefehlshaber der Flotte und Lord High Admiral.
Mit Beginn des Zweiten Seekrieges 1665 gegen die Niederlande wurde im Frühjahr die Flotte zusammengezogen. Die London sollte dabei das Schiff des Vizeadmirals Sir John Lawson der roten Flagge sein. Um den Admiral an Bord zu nehmen, segelte die London die Themse hinauf. Die Kanonen waren bereit oder wurden bereit gemacht, um zur Begrüßung des Admirals Salut zu geben. Hierbei explodierte das Schiff, vermutlich aufgrund eines Fehlers beim Laden der Kanonen. Von den über 300 Menschen an Bord überlebten nur 25 zum Teil schwer verletzt, darunter auch eine Frau.

## Das Wrack
Einen ersten Hinweis auf ein Wrack gab es an der Stelle 1962 mit dem Fund eines Geschützrohres. Aber erst 2008 wurde die Wrackstelle unter Schutz gestellt. Bei einer archäologischen Kampagne zur Untersuchung in den Jahren 2014 und 2015 wurden zahlreiche Objekte zur Untersuchung geborgen. Allerdings sind bereits vorher fünf Geschützrohre geborgen worden. Zwei Rohre gingen zu den Royal Armouries in Portsmouth und drei wurden privat geborgen und in die USA verkauft. Der Verantwortliche dafür, ein privater Unternehmer, wurde deshalb zu einer Strafe von zwei Jahren Haft und 35.000 ₤ verurteilt.